# Космічні сили (телесеріал)
Космічні сили (також знаний як Космічні війська, англ. Space Force) — американський комедійний телесеріал, створений Грегом Деніелсом і Стівом Кареллом. Він зосереджений на групі людей, яким поставлено завдання створити шостий вид збройних сил Сполучених Штатів - Космічні сили США. Перший сезон вийшов на екрани 29 травня 2020 року на Netflix. У листопаді 2020 року його продовжили на другий сезон, який містить 7 епізодів і вийде 18 лютого 2022 року.

## Сюжет
Головний герой серіалу — генерал американської армії Марк Нерд (Стів Карелл), який мріє очолити ВПС США, але замість цього стає командувачем Космічними силами. Тепер він повинен почати освоєння Місяця і забезпечити Америці панування в космосі.

## В ролях

### Головний склад
| Актор          | Роль                             | Опис                                                           |
| -------------- | -------------------------------- | -------------------------------------------------------------- |
| Стів Карелл    | Марк Нейрд                       | перший в історії країни начальник штабу космічних операцій США |
| Джон Малкович  | доктор Едріан Мелорі             | науковий керівник космічних сил                                |
| Бен Шварц      | Ф. Тоні «Fuck Tony» Скарапідуччі | директор соціальних мереж космічних сил                        |
| Діана Сільверс | Ерін Нейрд                       | дочка Нерда                                                    |
| Тоні Ньюсом    | капітан Анджела Алі              | пілот гелікоптера космічних сил, пізніше астронавт             |

### Другорядний склад

#### Військові
| Актор              | Роль                                  | Опис                                     |
| ------------------ | ------------------------------------- | ---------------------------------------- |
| Дон Лейк           | бригадний генерал Бредлі Грегорі      | ад'ютант Нерда                           |
| Ноа Еммеріх        | генерал Кік Грабастон                 | начальник штабу ВПС США                  |
| Олексій Воробйов   | капітан Юрій «Боббі» Телатович        | спостерігач від ВКС Росії, шпигун        |
| Рой Вуд-молодший   | полковник Берт Меллоуз                | зв'язковий армії США з Космічними силами |
| Джейн Лінч         | начальник військово-морських операцій |                                          |
| Дідріх Бадер       | генерал Ронглі                        | начальник штабу армії Сполучених Штатів  |
| Патрік Ворбертон   | генерал Дебні Страмм                  | комендант морської піхоти                |
| Ларрі Джо Кемпбелл | адмірал Луїс Біфонт                   | комендант берегової охорони              |
| Спенсер Гаус       | Дункан Табнер                         | охоронець космічних сил з Алабами        |
| Джеймісон Вебб     | майор Лі Бакстер                      |                                          |
| Брендон Молале     | капітан Кларк Лаффінч                 | ВВС США                                  |

#### Політики
| Актор            | Роль                                      | Опис                                                 |
| ---------------- | ----------------------------------------- | ---------------------------------------------------- |
| Ден Баккедал     | Джон Блендсміт                            | міністр оборони                                      |
| Джинджер Ґонзага | Анабела Ісідро-Кампос, також знана як AYC | пародія на Александрію Окасіо-Кортес                 |
| Кончетта Томей   | представник Пітозі                        | пародія на спікера Палати представників Ненсі Пелосі |
| Алан Блуменфельд | сенатор Шуглер                            | пародія на лідера більшості в Сенаті Чака Шумера     |

#### Науковці
| Актор              | Роль                                                   |
| ------------------ | ------------------------------------------------------ |
| Джиммі О. Ян       | доктор Чан Кайфан, головний асистент доктора Меллорі   |
| Джессіка Сент-Клер | Келлі Кінг, інженер-конструктор та цивільний підрядник |
| Томас Орстром      | доктор Вандевельд                                      |
| Ненсі Лентіс       | доктор Вольф                                           |
| Пунам Патель       | доктор Ранатунга                                       |

#### Інші
| Актор              | Роль                      |
| ------------------ | ------------------------- |
| Фред Віллард       | Фред Нерд, батько Марка   |
| Ліза Кудров        | Меггі Нерд, дружина Марка |
| Кріс Гетард        | Едді Брозер               |
| Лендон Ешворт      | Гейб Елі                  |
| Овен Деніелс       | Обі Ганраган              |
| Апарна Нанчерла    | Пелла Бгат                |
| Гектор Дюран       | Хуліо Діас-Хосе           |
| Керолін Вілсон     | Луїза Папалео             |
| Вівіс Коломбетті   | Гільда                    |
| Аманда Лунд        | Анна                      |
| Марк Сюлі Сен-Флер | Жан Батист Босу           |
| Скотт Майкл Морган | Еммет Баньян              |

### Гостьові ролі
| Актор             | Роль                                                       |
| ----------------- | ---------------------------------------------------------- |
| Рахул Натх        | доктор Чандрешекар                                         |
| Томмі Кук         | представник Боба Вайта                                     |
| Асіф Алі          | капітан Дейв Пауерс                                        |
| Майкл Гічкок      | Джером Лалош                                               |
| Еліс Веттерлунд   | майор Джейн Пайк                                           |
| Кейтлін Олсон     | Едісон Джеймс, «технічний чарівник в стилі Елізабет Голмс» |
| Яніна Ґаванкар    | Ханна Говард, менеджер Джеймса в соціальних мережах        |
| Брюс Локк         | генерал Ценгджун                                           |
| Меган Грано       | репортер № 2 (Мередіт)                                     |
| Джессіка МакКенна | учасниця №2                                                |

## Українське озвучення
Перший сезон перекладено та озвучено об'єднанням «Цікава Ідея».

## Виробництво

### Розробка
Серіал був анонсований в січні 2019 року. 
5 травня 2020 року був випущений перший тизер-трейлер серіалу. Прем'єра першого сезону відбулася 29 травня 2020 року на Netflix. Шоуранерами проєкту стали Грег Деніелс і Стів Карелл, відомі по спільній роботі над серіалом «Офіс».
13 листопада 2020 року серіал було продовжено на другий сезон, а задля зменшення бюджету шоу виробництво перенесли до Ванкувера.

### Кастинг
Разом з початковим оголошенням про замовлення серіалу було підтверджено, що в серіалі зіграє Стів Карелл. 26 вересня 2019 року було оголошено, що Джон Малкович, Бен Шварц, Даяна Сільверс і Тоні Ньюсом приєдналися до серіалу в якості основного акторського складу, а Джиммі О. Ян, Олексій Воробйов і Дон Лейк — як другорядні актори. У жовтні 2019 року Ноа Еммеріх, Фред Віллард і Джессіка Сент-Клер приєдналися до акторського складу в повторюваних ролях. У квітні 2020 року було оголошено, що Ліза Кудров приєдналася до акторського складу у повторюваній ролі. У травні 2020 року повідомлялося, що Джейн Лінч і Рой Вуд-молодший були обрані на повторювані ролі. У серіалі представлений останній телевізійний виступ Фреда Вілларда, який помер 15 травня 2020 року за два тижні до виходу шоу.

### Знімання
Основне знімання першого сезону розпочалося в Лос-Анджелесі, Каліфорнія, 1 жовтня 2019 року і закінчилися 10 січня 2020 року. Більшість зовнішнього знімання вигаданої бази Космічних сил відбулося в кампусі Каліфорнійського державного університету в Домінгес-Гіллз. Знімання 2 сезону розпочалося наприкінці травня 2021 року у Ванкувері і завершилося наприкінці червня 2021 року.

## Музика
Автором музики до серіалу виступив Картер Бервелл, знаний як постійний композитор в фільмах братів Коен. В саундтреці також представлені такі американські артисти і групи (і їх пісні), як The Beach Boys, Creedence Clearwater Revival, The Monkees, Френк Сінатра і Луї Армстронг.

## Список епізодів
| № | Назва                                                                        | Режисер       | Сценарист                         | Дата показу в США |
| --- | ---------------------------------------------------------------------------- | ------------- | --------------------------------- | ----------------- |
| 1 | «Запуск» «The Launch»                                                        | Пол Кінг      | Стів Карелл і Грег Деніелс        | 29 травня 2020    |
| Генерал із чотирма зірками Марк Нерд, що очолює новостворену організацію «Космічні сили», повинен запустити супутник попри попередження науковців про можливу катастрофу. |                                                                              |               |                                   |                   |
| 2 | «Врятувати Епсілон 6!» «Save Epsilon 6!»                                     | Том Маршалл   | Greg Daniels                      | 29 травня 2020    |
| Супутник пошкоджено, а генерал Нерд повинен зробити вибір: обґрунтоване наукове рішення чи рятувальна операція під керівництвом шимпанзе.                                 |                                                                              |               |                                   |                   |
| 3 | «Марк і Меллорі вирушають до Вашингтона» «Mark And Mallory Go To Washington» | Том Маршалл   | Шепард Баучер                     | 29 травня 2020    |
| Доки генерал Нерд і доктор Меллорі готуються до тривалого слухання на Капітолійському пагорбі, Ерін має змогу ближче познайомитися з капітаном Алі.                       |                                                                              |               |                                   |                   |
| 4 | «Місячне середовище» «Lunar Habitat»                                         | Пол Кінг      | Лорен Хаусман                     | 29 травня 2020    |
| Генерал Нерд зголошується на участь в експерименті доктора Меллорі «Місячне середовище». Ерін намагається влаштувати вечірку, а Космічні сили набувають нового вигляду.   |                                                                              |               |                                   |                   |
| 5 | «Космічний прапор» «Space Flag»                                              | Ді Рис        | Брент Форрестер                   | 29 травня 2020    |
| Озброєні доволі непоказними знаряддями, солдати комічних сил під командуванням генерала Нерда проводять військові навчання з противниками з ВПС.                          |                                                                              |               |                                   |                   |
| 6 | «Шпигун» «The Spy»                                                           | Ді Рис        | Аасія Лашей Баллок і Коннор Хайнс | 29 травня 2020    |
| Після перемоги у військових іграх генерал Нерд витає у хмарах, але швидко повертається на землю, коли дізнається, що в Космічних силах може бути шпигун.                  |                                                                              |               |                                   |                   |
| 7 | «Едісон Джеймс» «Edison Jaymes»                                              | Джефф Бліц    | Яель Грін                         | 29 травня 2020    |
| Відома підприємиця пропонує Космічним силам дозвіл на використання її революційного ракетного палива. Доктор Чен проводить експрес-курс із ботаніки для капітана Алі.     |                                                                              |               |                                   |                   |
| 8 | «Подружній візит» «Conjugal Visit»                                           | Девід Роджерс | Максвелл Теодор Вівіан            | 29 травня 2020    |
| Настає час подружнього візиту, тож Генерал Нерд перебуває в бойовій готовності. Доктор Чен і Капітан Алі домовляються про спільну поїздку. У Меллорі справжній цейтнот.   |                                                                              |               |                                   |                   |
| 9 | «Добре б повернутися на Місяць» «It's Good To Be Back On The Moon»           | Дайна Рейд    | Пол Ліберштейн                    | 29 травня 2020    |
| Генерал Нерд справляється з непідготовленою командою, адже запуск очікується вже за кілька днів. Капітан Алі намагається підібрати влучні слова, а Ерін їде до матері.    |                                                                              |               |                                   |                   |
| 10 | «Пропорційна відповідь» «Proportionate Response»                             | Дайна Рейд    | Грег Деніелс                      | 29 травня 2020    |
| Генерал Нерд змушений дати відсіч Китаю і бореться з докорами сумління. Доктор Меллорі несе серйозну загрозу, тоді як Ерін пускається берега.                             |                                                                              |               |                                   |                   |